# Simbabwische Cricket-Nationalmannschaft in Bangladesch in der Saison 2015/16
Die Tour der simbabwischen Cricket-Nationalmannschaft nach Bangladesch in der Saison 2015/16 fand in zwei Phasen vom 7. bis zum 15. November 2015 und vom 15. bis zum 22. Januar 2016 statt. Die internationale Cricket-Tour war Bestandteil der Internationalen Cricket-Saison 2015/16 und umfasste drei ODIs und sechs Twenty20s. Bangladesch gewann die ODI-Serie 3–0, während die Twenty20-Serien 1–1 bzw. 2–2 unentschieden endeten.

## Vorgeschichte
Simbabwe spielte zuvor eine Tour gegen Afghanistan, während es für Bangladesch die erste Tour der Saison war.
Das letzte Aufeinandertreffen der beiden Mannschaften bei einer Tour fand in der Saison 2014/15 in Bangladesch statt.

## Stadion
Das folgende Stadion wurden für die Tour als Austragungsort vorgesehen und am 5. Januar 2016 bekanntgegeben.
| Stadion                                | Stadt  | Kapazität | Spiele                          |
| -------------------------------------- | ------ | --------- | ------------------------------- |
| Sher-e-Bangla National Cricket Stadium | Dhaka  | 26.000    | 1. – 3. ODI; 1. & 2. T20 (2015) |
| Sheikh Abu Naser Stadium               | Khulna | 15.000    | 1. – 4. T20 (2016)              |

## Kaderlisten
Simbabwe benannte seinen Limited Overs-Kader am 30. Oktober 2015 und seinen Twenty20-Kader am 10. Januar 2016.
Bangladesch benannte seinen ODI-Kader am 1. November und seine Twenty20-Kader am 11. November 2015 und 5. Januar 2016.
| ODI | ODI | Twenty20 (Nov) | Twenty20 (Nov) | Twenty20 (Jan) | Twenty20 (Jan) |
| Bangladesch | Simbabwe | Bangladesch | Simbabwe | Bangladesch | Simbabwe |
| --- | --- | --- | --- | --- | --- |
| - Mashrafe Mortaza (K) - Litton Das - Shakib Al Hasan - Jubair Hossain - Al-Amin Hossain - Nasir Hossain - Tamim Iqbal - Mahmudullah - Mushfiqur Rahim (wk) - Mustafizur Rahman - Sabbir Rahman - Kamrul Islam Rabbi - Soumya Sarkar - Arafat Sunny - Imrul Kayes | - Elton Chigumbura (K) - Regis Chakabva (wk) - Chamu Chibhabha - Tendai Chisoro - Graeme Cremer - Craig Ervine - Luke Jongwe - Neville Madziva - Wellington Masakadza - Richmond Mutumbami (wk) - Taurai Muzarabani - John Nyumbu - Tinashe Panyangara - Sikandar Raza - Malcolm Waller - Sean Williams | - Mashrafe Mortaza (K) - Litton Das - Al-Amin Hossain - Anamul Haque - Jubair Hossain - Nasir Hossain - Tamim Iqbal - Imrul Kayes - Mahmudullah - Kamrul Islam Rabbi - Mustafizur Rahman - Sabbir Rahman - Mushfiqur Rahim (wk) - Arafat Sunny | - Elton Chigumbura (K) - Regis Chakabva (wk) - Chamu Chibhabha - Tendai Chisoro - Graeme Cremer - Craig Ervine - Luke Jongwe - Neville Madziva - Wellington Masakadza - Richmond Mutumbami - Taurai Muzarabani - John Nyumbu - Tinashe Panyangara - Sikandar Raza - Malcolm Waller - Sean Williams | - Mashrafe Mortaza (K) - Abu Hider - Al-Amin Hossain - Arafat Sunny - Imrul Kayes - Mahmudullah - Mohammad Shahid - Mosaddek Hossain - Mushfiqur Rahim - Mustafizur Rahman - Muktar Ali - Nurul Hasan (wk) - Sabbir Rahman - Shakib Al Hasan - Shuvagata Hom - Soumya Sarkar - Tamim Iqbal - Taskin Ahmed | - Elton Chigumbura (K) - Chamu Chibhabha - Tendai Chisoro - Graeme Cremer - Luke Jongwe - Neville Madziva - Hamilton Masakadza - Wellington Masakadza - Peter Moor (wk) - Richmond Mutumbami (wk) - Taurai Muzarabani - Sikandar Raza - Vusi Sibanda - Brian Vitori - Malcolm Waller - Sean Williams |

## Tour Matches
| 5. November Scorecard | Fatullah | Bangladesh Cricket Board XI 277-8 (50) | – | Zimbabweans 281-3 (46.4) |
|                       |          | Zimbabweans gewinnt mit 7 Wickets      |   |                          |

## One-Day Internationals

### Erstes ODI in Dhaka
| 7. November Scorecard | Dhaka | Bangladesch 273-9 (50)           | – | Simbabwe 128 (36.1) |
|                       |       | Bangladesch gewinnt mit 145 Runs |   |                     |

### Zweites ODI in Dhaka
| 9. November Scorecard | Dhaka | Bangladesch 241-9 (50)          | – | Simbabwe 183 (43.2) |
|                       |       | Bangladesch gewinnt mit 58 Runs |   |                     |

### Drittes ODI in Dhaka
| 11. November Scorecard | Dhaka | Bangladesch 276-9 (50)          | – | Simbabwe 215 (43.3) |
|                        |       | Bangladesch gewinnt mit 61 Runs |   |                     |

## Twenty20 Internationals 2015

### Erstes Twenty20 in Dhaka
| 13. November Scorecard | Dhaka | Simbabwe 131 (19.3)               | – | Bangladesch 136-6 (17.4) |
|                        |       | Bangladesch gewinnt mit 4 Wickets |   |                          |

### Zweites Twenty20 in Dhaka
| 15. November Scorecard | Dhaka | Bangladesch 135-9 (20)         | – | Simbabwe 136-7 (19.5) |
|                        |       | Simbabwe gewinnt mit 3 Wickets |   |                       |

## Twenty20 Internationals 2016

### Erstes Twenty20 in Khulna
| 15. Januar Scorecard | Khulna | Simbabwe 163-7 (20)               | – | Bangladesch 166-6 (18.4) |
|                      |        | Bangladesch gewinnt mit 4 Wickets |   |                          |

### Zweites Twenty20 in Khulna
| 17. Januar Scorecard | Khulna | Bangladesch 167-3 (20)          | – | Simbabwe 125-8 (20) |
|                      |        | Bangladesch gewinnt mit 42 Runs |   |                     |

### Drittes Twenty20 in Khulna
| 20. Januar Scorecard | Khulna | Simbabwe 187-6 (20)          | – | Bangladesch 156-6 (20) |
|                      |        | Simbabwe gewinnt mit 31 Runs |   |                        |

### Viertes Twenty20 in Khulna
| 22. Januar Scorecard | Khulna | Simbabwe 180-4 (20)          | – | Bangladesch 162 (19) |
|                      |        | Simbabwe gewinnt mit 18 Runs |   |                      |